# Thanasimus ostenderus
Espèce
Thanasimus ostenderus est une espèce fossile de coléoptères du genre Thanasimus dans la sous-famille des Clerinae, de la famille des Cleridae. C'est l'une des deux espèces fossiles du genre.

## Classification
L'espèce Thanasimus ostenderus est décrite en 1937 par le paléontologue français Nicolas Théobald| (1903-1981),.

### Holotype fossile
Le spécimen holotype R769 et son cotype R2000 viennent de la collection Mieg, collection conservée  au Musée d'histoire naturelle de Bâle en Suisse. Ce spécimen et son cotype proviennent du gisement de Kleinkembs (ou Kleinkems) oligocène, sur la rive droite du Rhin.

### Confirmation du genre
L'appartenance de cette espèce Thanasimus ostenderus au genre Thanasimus a été confirmée par J. Kolibáč and D. Y. Huang en 2016.

### Étymologie
L'épithète spécifique ostenderus signifie en latin « à afficher ».

## Description

### Caractères
La diagnose de Nicolas Théobald en 1937, : Il s'agit d'un 

« insecte de taille moyenne, dont l'empreinte conserve une belle couleur brun-mordoré à éclat métallique. On y reconnait la tête, le corselet, les élytres et une partie de la face ventrale du métathorax. 
Tête moins large que le prothorax, plus large que longue ; yeux composés de grande taille, placés contre le prothorax ; partie antérieure de la tête et antennes manquant. 
Corselet plus long que large, contracté vers l'arrière, le bord postérieur étant séparé par un sillon transversal assez profond, infléchi vers l'avant. Un peu en avant du milieu un autre sillon transversal, moins profond, parcourt le prothorax dans toute sa largeur ; ces deux sillons apparaissent très nettement sur la photographie. Côtés latéraux convexes, le maximum de largeur se place dans le tiers antérieur ; côtés latéraux non rebordés. Par transparence, on voit une partie de face ventrale. 
Elytres dépassant largement le corselet; épaules arrondies; scutellum petit; bords presque parallèles jusqu'au tiers postérieur, à partir duquel le bord marginal se recourbe vers le sommet arrondi; surface fortement convexe, ornée dans sa partie antérieure de 7 rangées de ponctuations, qui sont profondes à l'avant et s'effacent progressivement vers l'arrière; la moitié postérieure des élytres est lisse. Vers le tiers postérieur une bande transversale claire, large et ondulée une fois; une autre tache claire dans la moitié antérieure, mais ses contours manquent de netteté. Il semble d'ailleurs que la base des élytres est de couleur plus claire que le reste. »

### Dimensions
Le spécimen holotype a une longueur totale des élytres de 13,5 mm et une largeur de 3,2 mm.

### Affinités
La forme du corselet et l'ornementation des élytres caractérisent l'appartenance à la famille des Cleridae et le corselet non rebordé latéralement : la sous-famille des Clerinae.
Les élytres semblent de couleur noire avec une base rouge, caractère que l'on retrouve dans le genre Thanasinus LATREILLE.
L'espèceThanasimus mutillarius est caractérisée par une ornementation des élytres avec des ponctuations s'étendant davantage vers l'arrière. Cette espèce n'a que 15 mm, alors que l'échantillon R 769 atteint 20 mm de longueur.
Nicolas Théobald donne à cette nouvelle espèce le nom de Thanasinus ostenderus.

## Biologie
« Les Cleridae se rencontrent principalement sur les arbres cariés ou abattus : leurs larves vivent d'Insectes xylophages  et surtout de leurs larves. Un certain nombre parasitent les nids des abeilles. Les larves du genre Thanasimus chassent celles des Coléoptères qui creusent des galeries dans les bois (Scolytinées, Hylesinées). Certains parasitent les nids des abeilles. Il est intéressant de constater qu'il a existé dans l'Oligocène du Haut-Rhin des Insectes xylophages ex. Hylesinus lineatus Förster. Förster n'avait décrit aucun Cleridae de Brunstatt. ».

## Galerie
- Quelques espèces vivantes du genre Thanasimus.
- Thanasimus femoralis.
- Thanasimus formicarius.
- Thanasimus dubius.
- Larve de Thanasimus dubius.

### Publication originale
- [1937] Nicolas Théobald, « Les insectes fossiles des terrains oligocènes de France 473 p., 17 fig., 7 cartes,13 tables, 29 planches hors texte », Bulletin Mensuel de la Société des Sciences de Nancy et Mémoires de la Société des sciences de Nancy, Imprimerie G. Thomas,‎ 1937, p. 1-473 (ISSN 1155-1119 et 2263-6439, OCLC 786027547). .